# 貢齊格扎爾贊吉·巴德瑪多爾濟
貢齊格扎爾贊吉·巴德瑪多爾濟（？—1920年），外蒙古第2任總理。他是親中國派人物，反對外蒙古獨立。1919年北洋政府軍攻入外蒙古之後，他成為蒙古總理，並簽署了《六十四條》，承認中國對外蒙古的一切統治權力。

## 生平

### 早期事蹟
巴德瑪多爾濟原為第八世哲布尊丹巴呼圖克圖下屬的商卓特巴。1895年，奉哲布尊丹巴之命，前往俄國聖彼得堡慶祝沙皇尼古拉二世的登基。同時奉命以外蒙古獨立之事同俄國商談，希望得到俄國的幫助。他得到了俄國的積極答覆，尼古拉二世要求外蒙古同庫倫的俄國領事秘密聯絡。
宣統元年（1909年），巴德瑪多爾濟捐獻白銀八千兩用作學堂經費，庫倫辦事大臣延祉為其請賞帶膆貂褂。宣統二年（1910年）十月，因拒不交出罪犯喇嘛登增，庫倫辦事大臣三多將巴德瑪多爾濟革職。宣統三年（1911年），巴德瑪多爾濟捐出辦理新政白銀二萬兩修建公路，庫倫辦事大臣三多向朝廷請旨恢復其商卓特巴職位，命其回庫倫辦事。
1911年辛亥革命爆發，同年12月1日，土謝圖汗部親王杭達多爾濟、賽音諾顏部親王那木囊蘇倫等人宣佈外蒙古獨立，随后擁立第八世哲布尊丹巴呼圖克圖為博克多汗。1912年，巴德瑪多爾濟被任命為第一任宗教與國務大臣。

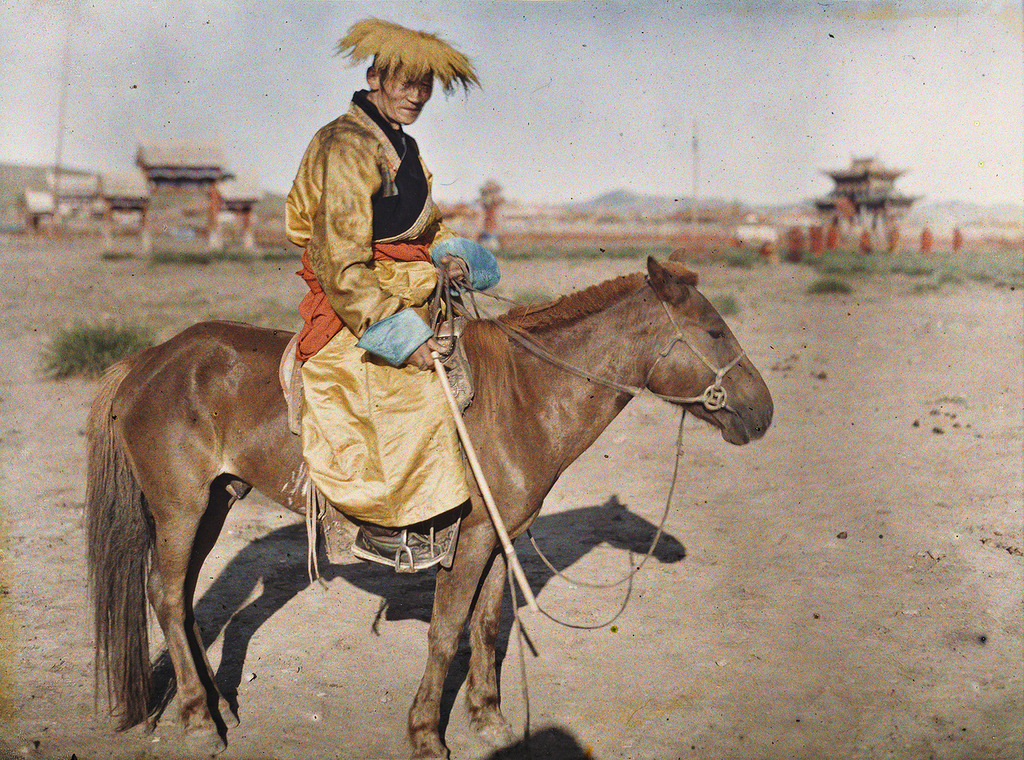
1913年，库伦“黄宫”附近，马背上的巴德玛多尔济。

1915年，中、俄、蒙三方最终签订了《恰克图协定》，承认外蒙古的完全自治，中国拥有外蒙古的宗主权。随后，1915年6月9日，外蒙古取消了独立，在中国的宗主权之下实行自治。实行自治之后，外蒙古的内阁总理大臣一职改由五部衙门长之一兼充，原内阁总理大臣那木囊苏伦的职务改为陆军衙门长兼充内阁总理大臣。同年，巴德瑪多爾濟被任命為内务长。

### 總理大臣
1919年4月20日，陆军衙门长兼充内阁总理大臣那木囊苏伦逝世。此后，亲王爵达喇嘛巴德瑪多爾濟担任内务长兼充内阁总理大臣。
1919年11月，中國北洋政府派遣徐樹錚攻入外蒙古库伦。徐樹錚將博克多汗軟禁在宮殿裡，並強迫内务长兼充内阁总理大臣巴德瑪多爾濟、外務长車林多爾濟以及博克多汗本人簽訂《六十四條》，完全放棄外蒙古的自治，歸中國北洋政府管理。1919年11月17日，外蒙自治官府呈请北京政府撤治。1919年11月22日，中华民国大总统徐世昌正式宣布外蒙古撤治，归政中华民国中央政府。
徐樹錚在外蒙古期间，不顾其传统习俗，全面推行新政改革，致使外蒙古人对北洋政府的统治不满。外蒙古的獨立派人物達木丁蘇隆、马克思尔扎布被逮捕投入監獄，達木丁蘇隆甚至在監獄中被拷問至死，更激起了外蒙古人的憤怒。巴德瑪多爾濟成為了眾矢之的，外蒙古人紛紛譴責他，說他是懦夫。1920 年1月初，西北筹边使兼西北边防司令督办外蒙古善后事宜徐树铮改组了外蒙古自治官府，将其并入西北筹边使公署，外蒙古自治官府所设的包括内阁总理大臣在内的各项职务随之取消。巴德瑪多爾濟因而去職。他受到了甚至包括兒童在內的蒙古人的羞辱和嘲諷，不得不逃到一個偏遠的地區隱居，不久鬱鬱而終。